# Стрмиця (Врхника)
Стрмиця (словен. Strmica) — поселення в общині Врхника, Осреднєсловенський регіон, Словенія. 
Висота над рівнем моря: 483,3 м.